# Natuur en Milieu Gelderland
Natuur en Milieu Gelderland (voorheen Gelderse Natuur en Milieufederatie (GNMF)) is een Gelderse vereniging die zich bezighoudt met natuur en milieu in brede zin.
De vereniging is voortgekomen uit de Gelderse Milieuraad als samenwerkingsverband van natuurbeschermings- en milieuorganisaties in de provincie Gelderland en is opgericht op 20 juli 1971. Het is een van de provinciale natuur- en milieufederaties in Nederland. Natuur en Milieu Gelderland ondersteunt lokale en regionale natuur- en milieuorganisaties, beïnvloedt beleid en publieke opinie en werkt samen met bedrijven, overheden en belangengroepen.

## Doel en organisatie
Samen met leden, aangesloten organisaties en andere partners zet de federatie zich in voor natuur en landschap, milieubescherming en duurzame ontwikkeling. Doel is een beter evenwicht te bereiken tussen economie en natuur en milieu in Gelderland.
De federatie was oorspronkelijk een stichting maar is sinds mei 2014 een vereniging . De vereniging is gevestigd in Arnhem en heeft een bestuur, een adviesraad en een bureau.
De federatie ontvangt financiële bijdragen van de provincie Gelderland en de Nationale Postcode Loterij, naast projectsubsidies, contributies, donaties en giften.